# Municipio de Sciota (Illinois)
El municipio de Sciota (en inglés: Sciota Township) es un municipio ubicado en el condado de McDonough en el estado estadounidense de Illinois. En el año 2010 tenía una población de 539 habitantes y una densidad poblacional de 5,52 personas por km².

## Geografía
El municipio de Sciota se encuentra ubicado en las coordenadas 40°35′20″N 90°43′55″O / 40.58889, -90.73194. Según la Oficina del Censo de los Estados Unidos, el municipio tiene una superficie total de 97.6 km², de la cual 97,6 km² corresponden a tierra firme y (0 %) 0 km² es agua.

## Demografía
Según el censo de 2010, había 539 personas residiendo en el municipio de Sciota. La densidad de población era de 5,52 hab./km². De los 539 habitantes, el municipio de Sciota estaba compuesto por el 99,44 % blancos, el 0,19 % eran afroamericanos y el 0,37 % eran de una mezcla de razas. Del total de la población el 1,48 % eran hispanos o latinos de cualquier raza.